# Fábrica Nacional de Veículos
Fábrica Nacional de Veículos ist ein brasilianischer Hersteller von Automobilen.

## Unternehmensgeschichte
Der Ingenieur entwarf 2004 ein dreirädriges Automobil. Erst 2005 gründete er das Unternehmen in Santos. Der Markenname lautet FNV.

## Fahrzeuge
Das einzige Serienmodell Carcará ist eine Mischung aus Auto und Motorrad. Ein Rohrrahmen und eine Karosserie aus Fiberglas sind die Details dieses Fahrzeugs. Ein Motorradmotor treibt über eine Kette das einzelne Hinterrad an. Überliefert sind Vierzylindermotoren von Honda sowie von Suzuki mit 1200 cm³ Hubraum und 105 PS Leistung.
Der Curupira blieb ein Prototyp. Das dreirädrige Nutzfahrzeug mit einzelnem Hinterrad bot Platz für eine Person. Genannt werden eine Version mit Ottomotor mit 7,5 PS Leistung, 50 km/h Höchstgeschwindigkeit und 40 kg Nutzlast sowie eine Version mit Dieselmotor mit 10 PS Leistung, 40 km/h Höchstgeschwindigkeit, 120 kg Nutzlast sowie 500 kg Anhängelast.